# Juan de Valdès
Juan de Valdès, född i slutet av 1400-talet i Cuenca i Nya Kastilien död 1541, var en spansk humanist och reformist. Jämte sin tvillingbror Alfonso var han en förgrundsgestalt inom den evangeliskt färgade, från Erasmus påverkade reformrörelse inom katolska kyrkan, "reformismen", vilken fram till omkring 1540 bildade en andlig huvudströmning mellan reformationen och den framväxande motreformationen. 

## Biografi
Juan blev den mest betydande av bröderna. Bredvid reformismens bibelbetoning trädde hos honom ett starkt inslag av den spanska kvietistiska mystiken med dess spiritism. Klarare än bibeln är den gudomlige anden i den kristne; och målet är själens befrielse från allt materiellt och uppgående i Gud i "ren ointresserad kärlek". När Juan efter riksdagen i Worms började lära känna Luther och senare Bucer, tolkade han dem i denna kvietistiska anda och räknade dem som goda reformister. 
Då brodern Alfonso skrev sin dialog om Sacco di Roma skrev Juan en ännu skarpare, med sådant stilistiskt mästerskap, att den även från strängt romerskt håll betecknats som det bästa spanska originalarbetet under Karl V:s tid. Liksom brodern stod Juan i hög gunst hos kejsaren. 
Intresse för naturvetenskapliga studier drog honom 1531 till Rom; från 1532 var han bosatt i det då spanska Neapel i kardinal Gonzagas tjänst. 1534 skrev han där en dialog om språket, vilket i Spanien erkänts som ett till både form och innehåll klassiskt verk över spanska språket.
Snart övergick han helt till religionens värld. När Giulia Gonzaga sökte tröst hos honom i sin religiösa ångest för Guds dom, nedskrev han på spanska sina själavårdande samtal med henne. Den visar, att hans religiositet nu väsentligen var luthersk, fast genomvävd med kvietistiska tankar och inordnad i de yttre katolska anstalterna. 
De senare momenten fick dock från 1536 allt mera vika, och Juan de Valdès orienterade sig i luthersk anda på Paulus. Han påbörjade den första översättningen av nya testamentet direkt från grekiska till spanska. Kommentarerna utmärks av vad som betecknats som en enkel, glänsande framställningskonst. Han fann också tid att författa en mängd små religiösa uppsatser. 
Kring Juan de Valdès bildades i Neapel en stor samling av evangeliskt sinnade italienska humanister, och han blev utgångspunkten för den lutherska reformationsrörelsen i Italien, trots att han aldrig formellt utträdde ur romerska kyrkan. Han verkade bestämmande även på de spanska protestantförsamlingar, som uppstod främst i Valladolid.